# Étienne-Louis Boullée
Étienne-Louis Boullée (Parijs, 12 februari 1728 - Parijs, 4 februari 1799) was een Frans architect, theoreticus en onderwijzer.

## Opleiding
Boullée wilde in eerste instantie kunstschilder worden. Zijn vader, een architect, zorgde er echter voor dat hij bij Jean-Laurent Legeay en Jacques-François Blondel kon studeren. Boullée leerde hier de beginselen van de Franse classicistische architectuur.
Boullée bleef zijn gehele leven in Parijs en ondernam geen reizen zoals naar Rome, zoals veel vakgenoten indertijd deden.

## Loopbaan

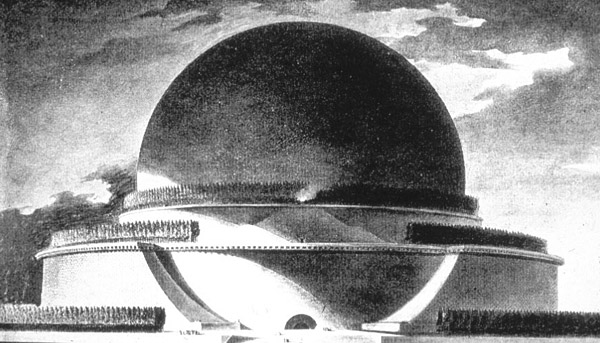
Boullée, Cénotaphe à Newton (1784)

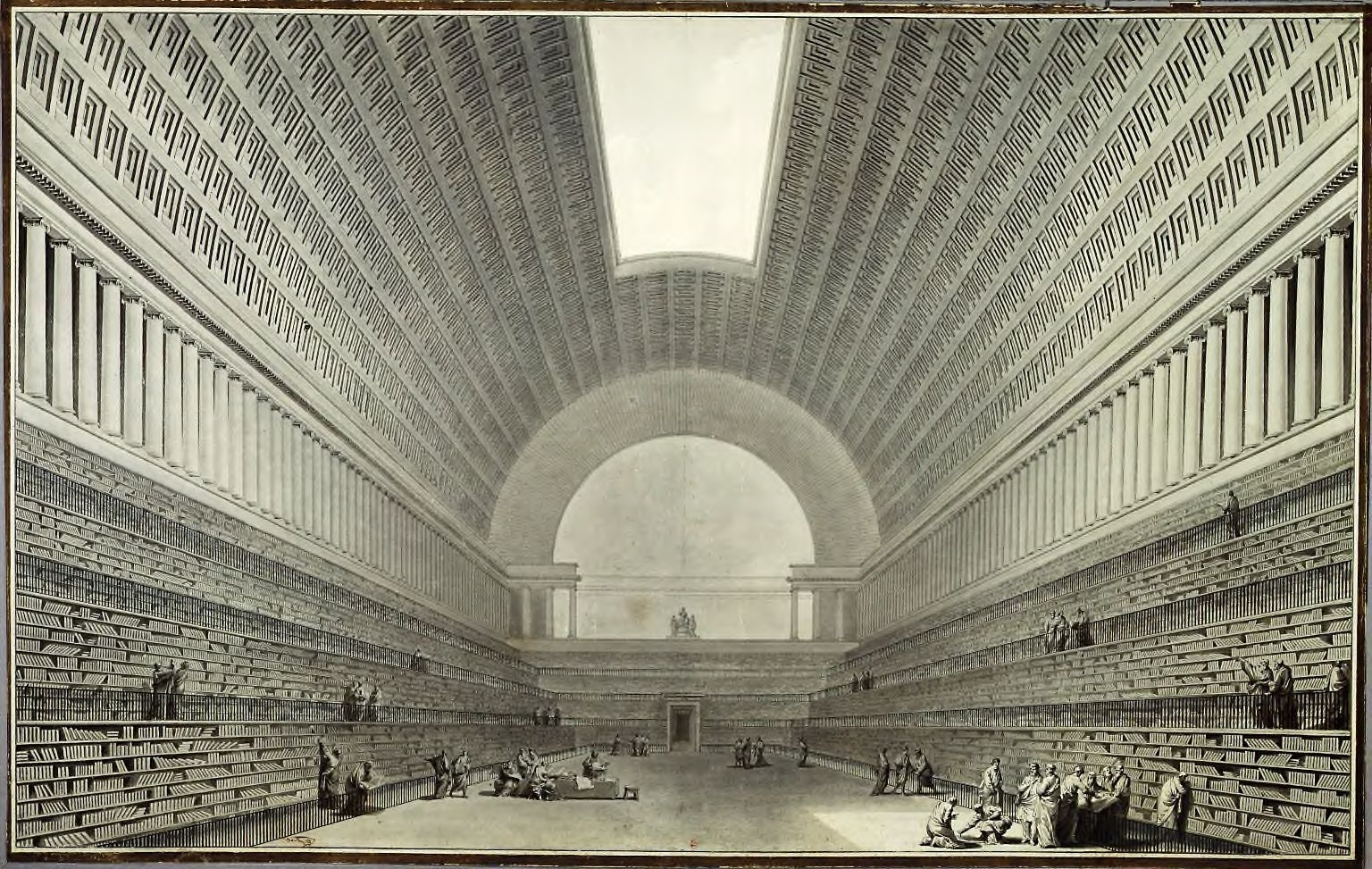
Boullée, Ontwerp voor de Nationale bibliotheek

Boullée opende in 1747 zijn eigen architectuurschool.
Boullée verzorgde tussen 1752 en 1775 verschillende interieurs van prestigieuze herenhuizen (hôtels), waaronder het huidige Élysée-paleis. In de loop van de tijd werden de meeste hiervan gesloopt.
In 1784 ontwierp Boullée al een soort tempel voor Newton, als monument. Hij wilde daarmee laten weten dat de kennis de nieuwe richtlijn moet worden; dit is de richting waar we naar moeten streven.
In 1785 ontwierp Boullée de nationale bibliotheek van Parijs. Het bijzondere aan het ontwerp is de grootsheid, Boullée zag kennis als een vorm van goddelijkheid. In plaats van het ontwerpen van nieuwe enorme kathedralen wijdde hij zijn energie daarom aan een bibliotheek, zodat het volk zich kon ontwikkelen. 
Door zijn ontwerpen enkel te maken uit elementaire vormen (bol, kubus) was het makkelijker om door te dringen in de geesten van het volk, en hun ziel door architectuur te beroeren.
Hij bouwde een reputatie op die hem in 1762 toelating verschafte tot de Académie royale d'architecture.

## Stijl
De geometrische stijl van Boullée was geïnspireerd op klassieke vormen en kenmerkte zich door de afwezigheid van overbodige versieringen. Niettemin was emotie voor de architectuur een belangrijk aspect voor hem.
Kenmerkend in zijn stijl zijn de herhaling van vele gelijke elementen, zoals zuilen, en de soms enorm opgeblazen figuren. Voor Boullée waren dit visionaire ontwerpen die de indruk moesten wekken van majesteit en plechtigheid.

## Invloed
Projecten van Boullée werden veelal gekenschetst als megalomaan en om die reden bleven met name zijn eerste projecten ongerealiseerd en ontvingen andere architecten de belangrijkste opdrachten.
Na de dood van zijn leraar Jacques-François Blondel in 1774 werd er wel in toenemende mate meer naar hem als theoreticus geluisterd. Zowel via de academie als vanuit zijn eigen school waren zijn ideeën vanaf die jaren van grote invloed op de nieuwe generatie architecten.
Ook in de eeuwen erna behield Boullée een aansprekende reputatie, in het bijzonder dankzij zijn tekeningen die hij naliet aan de Bibliothèque nationale de France. Deze werden in 1953 uitgegeven onder de titel Architecture, Essai sur l'Art (1796-97). In dit werk pleitte hij voor de neoklassieke stijl die emotie niet afwijst.
- Bibsys: 90675138
- Biblioteca Nacional de España: XX863866
- Bibliothèque nationale de France: cb12215789q (data)
- CiNii: DA03430913
- Stuttgart Database of Scientific Illustrators 1450–1950: 12118
- Gemeinsame Normdatei: 118662333
- International Standard Name Identifier: 0000 0001 0879 5862
- KulturNav: 681673ff-fce7-4bb7-ae15-e262f5bb7b97
- Library of Congress Control Number: n50042173
- Nationale Bibliotheek van Letland: 000223578
- Bibliotheek van het Japanse parlement: 00620409
- Nationale Bibliotheek van Tsjechië: xx0259639
- Nationale Bibliotheek van Israël: 987007274124405171
- Nederlandse Thesaurus van Auteursnamen: 070340382
- RKD-Nederlands Instituut voor Kunstgeschiedenis: 98927
- LIBRIS: 178835
- SNAC: w6m32zxw
- Système universitaire de documentation: 030819156
- Union List of Artist Names: 500004729
- Virtual International Authority File: 24651533
- WorldCat: E39PBJgt3kXq37Gd8djqvXc3wC